# Потиции
Потиции (Potitĭi) — наряду с Пинариями были одним из наиболее древних жреческих родов в истории Рима, привилегией которого, было совершать церемониальную службы на празднике в честь Геркулеса. Потиции (исключительно представители мужской линии рода) совершали службу на Herculis Invicti Ara Maxima (рус. Великий Алтарь Непобедимого Геркулеса), который по легенде, был установлен Эвандром, после встречи с Геркулесом, пригнавшим стада Гериона в окрестности Тибра.
Вергилий отсчитывает начало рода с Потиция (Потития), его же он считает основателем праздника Геркулеса в Италии:

С той поры Геркулеса мы чтим, и потомки охотно

Праздник этот блюдут. А Потиций — его учредитель— .
Согласно Титу Ливию, Потиции — одна из самых знатных семей на Палатине, но учредителем праздника он считает не Потиция, а Эвандра (он же обучил Потициев необходимым мистериям), Потиции же были приглашены наряду с Пинариями на пиршество и в жреческую должность:

Тогда-то впервые и принесли жертву Геркулесу, взяв из стада отборную корову, а к служению и пиршеству призвали Потициев и Пинариев, самые знатные в тех местах семьи. Случилось так, что Потиции были на месте вовремя и внутренности были предложены им, а Пинарии явились к остаткам пиршества, когда внутренности были уже съедены.— 
Дионисий Галикарнасский говорит о том, что Геркулес лично назначил два уважаемых рода для отправления собственного культа: Потициев и Пинариев, он же обучил их необходимым обрядам.
Легенда, изложенная Титом Ливием, Аврелием Виктором, Дионисием, отражает порядок, в котором потиции и пинарии проводили церемонию. 

Случилось так, что Петиции были на месте вовремя и внутренности были предложены им, а Пинарии явились к остаткам пиршества, когда внутренности были уже съедены. С тех пор повелось, чтобы Пинарии, покуда существовал их род, не ели внутренностей жертвы.— 

Потиции, совершая жертвоприношение, потом съедали всего жертвенного быка, Пинарии же допускались в святилище, когда уже от жертвенного животного ничего не оставалось— источник. 
Секст Аврелий Виктор говорит, что Геракл (Рекаран) "выбрал в Италии двух мужей – Потиция и Пинария, чтобы обучить их исполнению священных обрядов по всем правилам". По утверждению Аврелия Виктора, отправлять культ имели право лишь мужчины из рода Потициев и Пинариев, так как Кармента, приглашенная на торжество в честь Геракла, не явилась.
Этот римский род просуществовал вплоть до 312 года до н. э., когда цензор Аппий Клавдий Цек приказал Потициям обучить общественных рабов жреческим обычаям и передать им свои обязанности, допущены были к служению и женщины. Аврелий Виктор объясняет это решение цензора подкупом, Тит Ливий просто констатирует факт, также утверждая, что род Потициев к этому времени составлял 12 семейств, из которых 30 мужчин умерли за 1 год, после 312 года.
Таким образом, род прекратил своё существование (на это указывают и Тит Ливий, и Аврелий Виктор), а функции по отправлению культа перешли к Пинариям.